# Districte de Kayonza
El districte de Kayonza és un akarere (districte) de la província de l'Est, a Ruanda. La seva capital és Mukarange.

## Sectors
El districte de Kayonza està dividit en 12 sectors (imirenge): Gahini, Kabare, Kabarondo, Mukarange, Murama, Murundi, Mwiri, Ndego, Nyamirama, Rukara, Ruramira i Rwinkwavu.